# Johann Rieger (Maler)
Johann Rieger (* 1655 in Dinkelscherben; † 3. März 1730 in Augsburg) war ein deutscher Maler, Zeichner und Akademiedirektor in Augsburg.

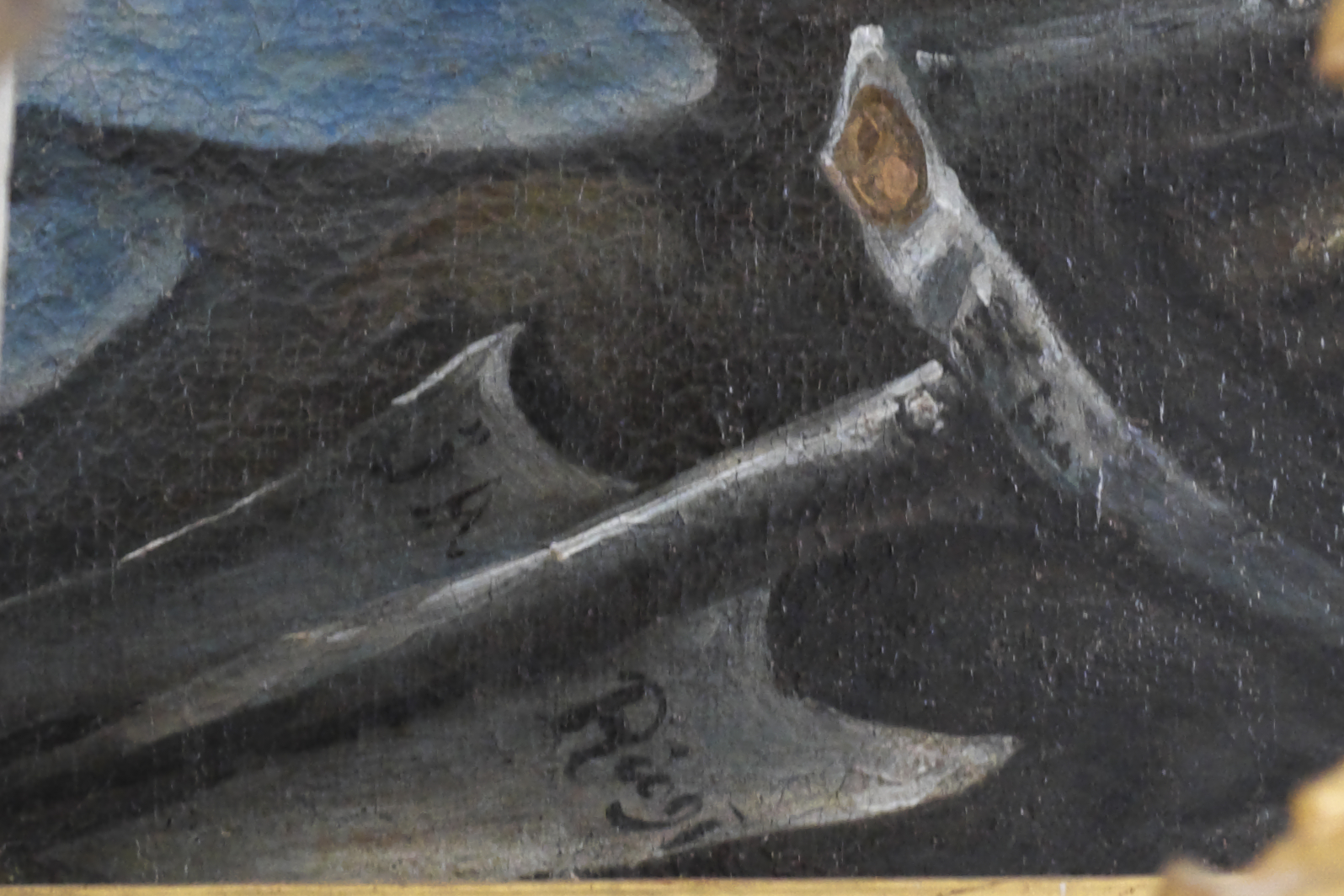
Signatur von Johann Rieger auf dem Hauptaltarbild in der Kirche St. Maria in Bergkirchen (Jesenwang)

## Leben
Als Schüler von Johann Georg Knappich lernte Rieger die Malerei kennen und arbeitete von 1680 bis 1683 bei ihm als Geselle. Nach längerem Aufenthalt in Rom erhielt Rieger 1696 das Meisterrecht in Augsburg und war zwischen 1710 und 1730 der erste katholische Direktor der neugegründeten Reichsstädtischen Kunstakademie. Neben diesem Amt arbeitete Rieger auch für bedeutende Adelsfamilien wie beispielsweise die Fugger.
Um 1709 schuf er für den Pfarraltar des Würzburger Doms die Altartafel Annbetung des Allerheilgsten Altarsakraments durch die vier Erdteile, die jedoch am 16. März 1945 mitsamt dem Retabel verbrannte.